# Ахмед Акбар Собхан
Ахмед Акбар Собхан (бенг. আহমেদ আকবর সোবহান, також відомий як Shah Alam) — бангладеський підприємець, голова бізнес-конгломерату Bashundhara Group, який володіє підприємствами у різних галузях, включаючи нерухомість, виробництво цементу, паперу та суміжних виробів, сталі, місцеву та міжнародну торгівлю. Почесний консул України в Народній Республіці Бангладеш.

## Біографія
Народився 15 лютого 1952 року в Брахманбарії. Закінчив Даккський університет.
У 1978 році Собхан запустив компанію «East West Property Development», нині відома як «Bashundhara Housing». Станом на 2020 рік володіє групою підприємств, що складається з майже трьох десятків середніх і великих компаній у різних галузях, таких як машинобудування, харчова промисловість, виробництво паперу, тканин, цементу, зрідженого нафтового газу, а також підприємств з днопоглиблювальних робіт, доставки та міжнародної торгівлі тощо.
Собхан впровадив різні завдання розвитку групи своїх підприємств, які стосуються соціальної відповідальності бізнесу. Також активно асоціюється з різними соціокультурними та гуманітарними заходами для розвитку суспільства, а також простого народу.
З липня 2006 року є Почесним консулом України в Народній Республіці Бангладеш.